# Latina, Lazio
Latina là một thành phố Ý. Thành phố thuộc tỉnh Latina trong vùng Lazio. Thành phố có diện tích 277 km2, dân số là 119.804 người (ước tính năm 2010). Đây là thành phố đông dân lớn thứ 35 tại Ý, là thành phố lớn thứ nhì khu vực. Thành phố được lập năm 1932 với tên Littoria khi khu vực quanh nó là một đầm lầy từ thời cổ được đắp cao.